# Pampers
Pampers (рус. Памперс) — торговая марка компании Procter & Gamble, выпускающая под этим брендом подгузники и детские влажные салфетки.
В Турции Pampers выпускается под торговой маркой Prima.

## Ассортимент
- Подгузники:
  - Pampers Active Baby Dry
  - Pampers Active Baby
  - Pampers Sleep & Play
  - Pampers Premium Care
  - Pampers Easy Upsdry
  - Pampers Underjums
  - Pampers Pants
- Салфетки:
  - Pampers Sensitive
  - Pampers Baby Fresh
  - Pampers Naturals